# 牛首別川
牛首別川（うししゅべつがわ）は、北海道中川郡豊頃町を流れる十勝川水系十勝川支流の一級河川である。

## 川の名の由来
アイヌ語の「ウシシ・ペツ」（シカの蹄の川）より。

## 流路
北海道中川郡豊頃町南西部の幕別町との境界付近に源を発し豊頃町内を北東に流れ、豊頃町茂岩新和町で本流の十勝川に合流する。

## 流域の自治体
北海道
中川郡豊頃町

## 支流
- 小川
- 久保川
- 農野牛川